# Nizlopi
I Nizlopi sono stati un gruppo hip hop e folk rock britannico, composto da Luke Concannon (voce, chitarra e bodhràn) e John Parker (contrabbasso, human beatbox) originari di Leamington Spa.